# صياد المدينة (مسلسل)
صياد المدينة (هانغل: 시티헌터)؛ هو مسلسل كوري جنوبي من النوع الدرامي الرومنسي الكوميدي، بث على قناة إس بي إس ومن إخراج جين هيوك وتأليف تشوي سوو جين وهوانغ اون كيونغ، وعدد حلقاته 20 حلقة.

## تمثيل
- لي مين هو وقام بدور لي يون سونغ
- بارك مين يونغ وقامت بدور كيم نانا
- لي جون هيوك وقام بدور كيم يونغ جو
- هوانع سن هي قامت بدور جين سو هي

## وصلات خارجية
- مسلسل صياد المدينة على الموقع الإلكتروني الرسمي سي بي سي الكورية (بالكورية)
- مسلسل صياد المدينة على هانسينما
- صياد المدينة على موقع IMDb (الإنجليزية)
- صياد المدينة على موقع فيلمافينيتي (الإسبانية)
- صياد المدينة على موقع كينوبويسك (الروسية)
- صياد المدينة على موقع ألو سيني (الفرنسية)
- صياد المدينة على موقع قاعدة بيانات الفيلم (الإنجليزية)